# Margit Åström
Margit Åström, född 4 juni 1899 i Viborg, död 18 juni 1980 i Lovisa, var en finländsk pedagog och författare.
Åström blev filosofie magister 1932. Hon var 1929–1971 verksam som språklärare vid olika skolor i Lovisa; 1943–1944 rektor för Lovisa gymnasium och 1952–1956 för Lovisa svenska samskola.
Som skönlitterär författare, under signaturen Christina Lööf, utgav Åström bland annat novellsamlingarna Hjärtan som hungrar (1940), Gemensam vandring (1954), Svårt att leva (1950) och Gränser (1963) samt 1800-talsromanen Ända till gryningen (1958). Under eget namn publicerade hon en rad kulturhistoriskt intressanta verk, bland annat biografier över fastern Emma Irene Åström (1967), den första kvinnan som avlade magisterexamen i Finland, och pedagogen Karl Johan Hagfors (1972). Nämnas kan även de biografiska anteckningarna om sagoboksförfattaren Nanny Hammarström (1976). Postumt utkom Röster och bilder från en gången tid (1981), där hon berättar om sin mors släkt med utvikningar till Tyskland och tsartidens Ryssland.
Åström framträdde som kritiker i finlandssvensk dagspress och översatte även samtida tyskspråkig litteratur.